# Eusarsiella thominx
Eusarsiella thominx is een mosselkreeftjessoort uit de familie van de Sarsiellidae. De wetenschappelijke naam van de soort is voor het eerst geldig gepubliceerd in 1987 door Kornicker.